# Colorful (9nine의 노래)
「colorful」(컬러풀) 9nine의 13번째 싱글이다. 2013년 2월 6일에 SME Records로부터 발매되었다.

## 개요
전작 「White Wishes」로부터 약 2개월만에 2013년 제1탄 싱글이다. 타이틀 곡은 애니메이션 영화 『스타드라이버  THE MOVIE』주제가이다. 9nine으로써는 첫 영화주제가가 된다. 『통상판』의 외에 DVD에2012년8월19일 히비야 야외 대음악당에서 개최된 원맨라이브 『야온의 9nine』의 영상이 수록되어 있는 『초회생산한정판A』『초회생산한정판B』「colorful」의 뮤직비디오가 수록되어 있는 『기간한정초회사양한(럭셔리 스타도라판)』의 4가지 형태로 발매되었다.

## 수록곡
1. colorful [4:34]
  - 작사：U-ka、작곡：巴川貴裕、편곡：Masahiro Tobinai

「무엇이 일어나도 절대! 괜찮으니까(何が起こっても 絶対!大丈夫だから)」라는 적극적이고 강렬한 가사가 인상적이고 질주감이 넘치는 넘버. 또한 영화감독인 이가라시 타쿠야는 「9nine의 여러분에게는 TV시리즈에 이어서 질주감있는 상쾌한 곡을 제공받고, 보고있는 사람을 영화의 세계로 빠져드게 한 반짝반짝한 파워를 받았습니다. (9nineの皆さんにはTVシリーズに引き続き、疾走感のある爽快な楽曲を提供して頂いて、見ている人を映画の世界へぐっと引き込むキラキラとしたパワーを頂きました)」라고 코멘트를 했다.[3]
2. 부드러운 비(やさしい雨) [4:17]
  - 작사：Akuru Kagi、작곡：Yumi Moriguchi、편곡：h-wonder
3. 少女トラベラー (tofubeats remix) [5:25]
4. colorful (Instrumental) [4:30]
5. 부드러운 비(やさしい雨) (Instrumental)

## 초회특전
1. DVD
  - 초회생산한정판A
    - 『9nine원맨라이브 "야온의 9nine"@히비야 야외 대음악당/2012.8.19』라이브 영상
      1. koizora
      2. 流星のくちづけ
      3. 流星のくちづけ|いける、いける!

  - 초회생산한정판B
    - 『9nine원맨라이브 "야온의 9nine"@히비야 야외 대음악당/2012.8.19』라이브 영상
      1. 9nine o'clock
      2. 困惑コンフューズ
      3. SHINING☆STAR

  - 기간한정초회사양판（럭셔리 스타도라판）
    - 「colorful」 Music Video
2. 9nine맴버 멤버 일러스트 와이드 캡 스티커(기간한정초회사양판만)
3. 오리지널 트레이드카드オリジナルトレカ（전6종・각종공통）
4. 2013년 3월 10일(일) 원맨라이브 『나카노 선플라자의 9nine』CD 구입자 한정 특별 선행 접수（각종공통）

## 타이업
| 곡명     | 타이업                                         |
| -------- | ---------------------------------------------- |
| colorful | 애니메이션 영화『STAR DRIVER THE MOVIE』주제가 |

## 참조
1. ↑  “9nine、新曲「colorful」PV公開＆tofubeatsリミックスも”. 《Natalie》 (일본어). 2013년 1월 11일. 2013년 1월 12일에 확인함.
2. ↑  “colorful(期間生産限定盤)”. 《Oricon Style》 (일본어). Oricon. 2016년 2월 28일에 확인함.
3. ↑  “9nine、2013年第1弾シングルが映画「スタドラ」主題歌に”. 《ナタリー》 (ナターシャ). 2012년 11월 28일 6:00. 2012년 11월 28일에 확인함.